# Mongolarachnidae
Famille
Les Mongolarachnidae sont une famille éteinte d'araignées aranéomorphes.

## Distribution
Les espèces de cette famille ont été découvertes dans de l'ambre de Birmanie et en Chine. Elles datent du Jurassique et du Crétacé.

## Liste des genres
Selon The World Spider Catalog 16.5 :
- † Longissipalpus Wunderlich, 2015
- † Mongolarachne Selden, Shih & Ren, 2013
- † Pedipalparaneus Wunderlich, 2015

## Publication originale
- (en) Selden, Shih & Ren, « A giant spider from the Jurassic of China reveals greater diversity of the orbicularian stem group », Naturwissenschaften, vol. 100, no 2, 2013, p. 1171–1181.